# Kanál Ventos perkasas
Kanál Ventos perkasas je vodní inženýrská stavba, plavební kanál v Litvě, v Žemaitsku, v okresech Šiauliai a Kelmė, který spojuje horní toky Venty a Dubysy. Byl to významný hydrotechnický projekt 19. století. Kanál byl veden širokým údolím ledovcového původu, částečně v místech, kde původně tekla Kurtuva. Voda v něm teče směrem k Dubyse a to od místa 0,3 km severně od jezera Žadvainių ežeras. Z tohoto místa se počítá hydrologické povodí kanálu a délka kanálu od tohoto místa do napojení na Dubysu je 8,5 km. Délka celé stavby je 15 km.

## Historie kanálu

### Důvody ke stavbě kanálu
Protože roku 1821 zavedlo Prusko neúnosně vysoká cla na tranzit polského a litevského zboží, zablokovalo tím prakticky polské obchodníky. Ministr ekonomie Polska Franciszek Ksawery Drucki-Lubecki proto navrhoval zřídit obchodní cestu nezávislou na pruských přístavech Danzig na řece Visle a Memel na spojení přes Němen a spojit centrum Polského království s baltským přístavem Ventspils. Obchodní cesta měla dva úseky k výstavbě: Augustówský kanál, propojující Vislu přes Biebrzu s Němenem prostřednictvím jeho přítoku Czarna Hańcza. Dalším úsekem měl být tento kanál, který měl propojit Němen prostřednictvím jeho přítoku Dubysy s Ventou a jejím prostřednictvím s přístavem Ventspils. V letech 1824 – 1839 byl postaven jen Augustówský kanál, ale byl jen málo využíván, protože nebyl dokončen úsek kanál Dubysa - Venta, který měl navíc i dále umožnit spojení s Černým mořem.

### Stavba kanálu
Průplav je složitým systémem tvořeným zdymadly z kamenných zdí, nádržemi, přístavy, kanály i pozemními cestami. Na stavbě pracovalo 18 000 vojáků a 3 000 námezdních dělníků. Bylo stavěno 20 zdymadel. Šířka kanálu byla 20 – 30 m. Kanálem měly plout lodě o nosnosti až 40 tun nákladu. Stavbu kanálu přerušila povstání a války. Počátkem 20. století byly práce na výstavbě obnoveny, ale první světová válka je opět přerušila. Po válce ztratila výstavba smysl, protože Litva získala Klaipėdský kraj a tím přímý přístup k moři po Němenu s přístavem v Klaipėdě.

## Kanál jako památník
Do dnešních dnů se dochoval 15 km dlouhý, spojovací obchvatný kanál, který obchází jezero Kurtuva a zbytky zimního přístavu Bubiai. Dnes kanál praktický význam nemá, nepoužívá se, jeho břehy se sesunuly, zdymadla se rozpadla. Až do roku 1970 se na něm pořádaly závody kanoistů. Skoro celý kanál spadá do regionálního parku Kurtuvėnų regioninis parkas.

## Přítoky
- Levé:

| Hydrologické pořadí | Řeka    | Délka (km) | Povodí (km²) | Vzdálenost od ústí (km) | Ústí kde    | Koordináty ústí                 |
| ------------------- | ------- | ---------- | ------------ | ----------------------- | ----------- | ------------------------------- |
| 14010014            | Bulis   | 4,2        | 5,0          | 2,8                     | Skaudviliai | 55°50′49″ s. š., 23°5′15″ v. d. |
| 14010016            | V.p - 1 | 4,7        | 6,8          | 1,0                     | Bubiai      | 55°50′59″ s. š., 23°6′54″ v. d. |

- Pravé:

| Hydrologické pořadí | Řeka    | Délka (km) | Povodí (km²) | Vzdálenost od ústí (km) | Ústí kde    | Koordináty ústí                 |
| ------------------- | ------- | ---------- | ------------ | ----------------------- | ----------- | ------------------------------- |
| 14010011            | Šyvinis | 3,7        | 9,2          | 5,6                     | Linartai    | 55°50′49″ s. š., 23°2′40″ v. d. |
| 14010012            | Kurtuva | 7,3        | 26,6         | 3,5                     | Kurtuvėnai  | 55°50′45″ s. š., 23°4′33″ v. d. |
| 14010015            | Rauda   | 5,6        | 8,8          | 2,7                     | Skaudviliai | 55°50′50″ s. š., 23°5′23″ v. d. |